# Матеуш Жуковський
Матеуш Жуковський (пол. Mateusz Żukowski, нар. 23 листопада 2001, Лемборк, Польща) — польський футболіст, форвард клубу «Шльонськ».

## Ігрова кар'єра

### Клубна
Матеуш Жуковський нараодився у місті Лемборк, Поморського воєводства. Грати у футбол починав у своєму рідному місті за клуб «Погонь». У 2015 році Матеуш приєднався до футбольної школи найбільш титулованого клубу свого регіону — «Лехії» з міста Гданськ.
У грудні 2017 року Жуковський зіграв першу гру у складі основної команди «Лехії» у матчі Екстракласи. З 2019 року частину сезону Жуковський провів в оренді у клубі «Хойнічанка». У 2020 році Матеуш повернувся до «Лехії».

### Збірна
З 2017 року Матеуш Жуковський викликався до складу юнацьких збірних Польщі.

## Досягнення
- Володар Кубка Польщі (1):

«Лехія»: 2018-19
- Володар Кубка Шотландії (1):

«Рейнджерс»: 2021-22